# Zentralfriedhof
De Weense Algemene Begraafplaats (Wiener Zentralfriedhof) is met een oppervlakte van bijna 2,5 miljoen m² (2,5 km²) de op een na grootste begraafplaats van Europa. De begraafplaats behoort dankzij haar omvang en de vele eregraven tot de bezienswaardigheden van Wenen. 
De begraafplaats is gelegen in het zuidoosten van Wenen en telt ongeveer 330.000 plaatsen met ongeveer drie miljoen overledenen. Het is de drukste begraafplaats in de stad, mede door haar in vergelijking met andere begraafplaatsen lage tarieven.
De begraafplaats werd aangelegd in de tweede helft van de 19e eeuw om een goede oplossing te bieden bij de zeer snel groeiende bevolking. De nieuwe begraafplaats was omstreden vanwege het feit dat het een algemene begraafplaats was. Het ontwerp is van Karl Jonas Mylius en Alfred Friedrich Bluntschli, die met hun ontwerp als beste uit de bus kwamen. De opening volgde in 1874.
In het midden van het enorme terrein ligt de Karel Borromeuskerk, ook bekend als de Dr. Karl Lueger Herdenkingskerk, met de sarcofaag van Karl Lueger, de Weense burgemeester die tijdens zijn leven zeer geliefd was. Deze kerk in jugendstil werd tussen 1908 en 1910 gebouwd door Max Hegele, een leerling van Otto Wagner. Hegele bouwde ook de hoofdingang van het kerkhof. De hoofdingang wordt in het dagelijks gebruik de 2e poort (2. Tor) genoemd, vanwege het grote aantal ingangen.
Om het kerkhof bij de bevolking populair te maken, werden in veel gedeelten van het kerkhof eregraven aangelegd, die aan beroemde personen gewijd zijn. Hiervoor werden enkele reeds gestorven bekende Weners herbegraven, zoals Ludwig van Beethoven en Franz Schubert. Wolfgang Amadeus Mozart heeft hier ook een gedenksteen, maar werd destijds begraven op de begraafplaats St. Marx te Wenen in een "eenvoudig, algemeen graf". Op dit moment zijn er 338 eregraven. Op het grote plein voor de kerk bevindt zich de grafkelder waarin de Oostenrijkse bondspresidenten worden begraven. De bekende Oostenrijkse rockster Falco, overleden in 1998, ligt hier begraven en is eveneens een trekpleister.
Het kerkhof werd in de loop van de jaren meerdere malen vergroot. Naast een katholiek en een protestants gedeelte, zijn er ook een Israëlitisch en een Russisch-orthodox gedeelte aanwezig.

## Enkele beroemde eregraven
- Ludwig van Beethoven (1770-1827), componist
- Ludwig Boltzmann (1844-1906), natuur- en wiskundige
- Johannes Brahms (1833-1897), componist
- Johann Nepomuk David (1895-1977), componist en hoogleraar
- Falco (Johann Hölzel) (1957-1998), popartiest
- Kurt Hauenstein (1949-2011), popmuzikant en producer
- Anton Dominik Fernkorn (1813-1878), beeldhouwer
- Alexander Girardi (1850-1918), acteur
- Christoph Willibald Gluck (1714-1787), componist
- Karl Goldmark (1830-1915), componist
- Franz Grillparzer (1791-1872), toneelauteur
- Johann Ritter von Herbeck (1831-1877), componist
- Vojtěch Matyáš Jírovec (1763-1850), componist
- Curd Jürgens (1912-1982), acteur
- Udo Jürgens (1934-2014), zanger en liedjesschrijver
- Bruno Kreisky (1911-1990), politicus
- Joseph Lanner (1801-1843), componist
- Lotte Lehmann (1888-1976), operazangeres
- Wolfgang Amadeus Mozart (1756-1791), componist
- Johann Nestroy (1801-1862), toneelauteur
- Hermann Nitsch (1938-2022), kunstenaar
- Helen Odilon (1865-1939), actrice
- Georg Wilhelm Pabst (1885-1967), regisseur
- Ida Pfeiffer  (1797-1858), wereldreiziger en auteur
- Helmut Qualtinger (1928-1986), acteur
- Karl Renner (1870-1950), politicus
- Antonio Salieri (1750-1825), componist
- Arnold Schönberg (1874-1951), componist
- Franz Schubert (1797-1828), componist
- Alma Seidler (1899-1977), actrice
- Matthias Sindelar (1903-1939), voetballer
- Camillo Sitte (1843-1903), architect en stedenbouwkundige
- Robert Stolz (1880-1975), componist
- Eduard Strauss (1835-1916), componist
- Johann Strauss sr. (1804-1849), componist
- Johann Strauss jr. (1825-1899), componist
- Josef Strauss (1827-1870), componist
- Franz von Suppé (1819-1895), componist
- Friedrich Torberg (1908-1979), schrijver
- Franz Werfel (1890-1945), dichter
- Anton Wildgans (1881-1932), dichter
- Fritz Wotruba (1907-1975), beeldhouwer